# Valencia (Bukidnon)
Valencia é um cidade de  segunda classe de renda da cidade (d) na província Bukidnon, nas Filipinas. De acordo com o censo de 1 de maio  de  2020 possui uma população de 216 546 pessoas e 52 184 domicílios.